# 예일 로마자 표기법
예일 로마자 표기법(Yale Romanization)은 1940~50년대 예일 대학교에서 만들어진 동아시아의 언어들의 로마자 표기 체계이다. 예일 표기법은 한국어, 중국어 관화, 광둥어, 일본어의 네 가지 언어를 표기한다. 그러나 같은 로마자 표기가 서로 다른 예일 표기법에서 같은 소리를 의미하지는 않는다.
예일 로마자 표기법은 예전에 미국에서 민간인에게 이들 언어를 가르칠 때 사용되었으나, 지금은 일부 언어학 이론가들만이 사용한다. 미국에서 한국어를 가르치는 데는 예일 표기법보다 먼저 만들어진 매큔-라이샤워 표기법이 몇십 년 동안 사용되다가, 최근에는 대한민국 표준인 국어의 로마자 표기법이 사용되고 있다. 북방어를 가르치는 데는 지금은 한어 병음이 사용된다.

## 한국어
한국어 예일 표기법은 1937년 고안된 매큔-라이샤워 표기법보다 약 5년 뒤에 새뮤얼 마틴과 예일 대학교의 동료 연구자들이 개발하였다. 예일 표기법은 전체 단어의 발음을 유사하게 하는 데 초점이 맞춰져 있는 매큔-라이샤워 표기법이나 국어의 로마자 표기법과는 달리 단어의 형태음운론적 구조를 표현하는 데 적합하게 맞춰져 있어, 언어학적 분석에서는 예일식 표기법이 일반적으로 사용되고 있다. 형태음운론적인 측면에서 예일 표기법은 조선민주주의인민공화국의 조선어 신철자법과도 유사하다.
예일 로마자 표기법은 각각의 자모를 위치에 관계없이 동일한 로마자로 표기한다. 자모와 로마자의 대조표는 다음과 같다.

### 자음
| 한글 자모   | ㄱ | ㄲ | ㄴ | ㄷ | ㄸ | ㄹ | ㅁ | ㅂ | ㅃ | ㅅ | ㅆ | ㅇ | ㅈ | ㅉ | ㅊ | ㅋ | ㅌ | ㅍ | ㅎ |
| 예일 표기법 | k  | kk | n  | t  | tt | l  | m  | p  | pp | s  | ss | ng | c  | cc | ch | kh | th | ph | h  |

### 모음
| 한글 자모   | ㅏ | ㅓ | ㅗ | ㅜ | ㅡ | ㅣ | ㅐ | ㅔ | ㅚ | ㅟ | ㅑ | ㅕ | ㅛ | ㅠ | ㅒ  | ㅖ  | ㅘ | ㅙ  | ㅝ | ㅞ  | ㅢ |
| 예일 표기법 | a  | e  | o  | wu | u  | i  | ay | ey | oy | wi | ya | ye | yo | yu | yay | yey | wa | way | we | wey | uy |

- 한글에서 초성에 오는 ㅇ은 실제로는 소리나지 않기 때문에 표기하지 않는다.

- 양순음 뒤에 오는 ㅜ와 ㅡ는 대부분의 화자에게서 구별할 수 없기 때문에 둘 다 u로 표기하고 그 외의 ㅜ는 wu로 표기한다. 이를 기반으로, 필요에 따라 ㅟ를 wuy로, ㅠ를 ywu로 표기하는 연구자도 있다.

- q는 한글에서는 표기하지 않는 경음화 현상을 나타내기 위해 사용한다.
  - halq il : 할 일(할릴)
  - halq kes : 할 것(할껏)
  - kulqca : 글자(글짜)

- 한글 자모로 번역할 때 혼동이 있을 수 있는 경우 구두점을 붙여 앞의 글자와 뒤의 글자 사이의 경계를 구분한다. 소리가 바뀌는 현상을 표시하기 위해서도 사용한다.
  - nulk.un : 늙은
  - kath.i : 같이(가치)

- 모음 위의 윗줄은 길게 소리난다는 것을 표시한다. (서울 방언에서는 장음과 단음의 차이가 20세기 후반 이후 사라진 것으로 보인다.)
  - māl : 말(소리; 장음)
  - mal : 말(동물; 단음)

- 올려쓰기로 쓴 글자는 두음법칙에 의해 표시되지 않지만 원래는 있었던 소리를 표시한다. ㄹ이 탈락되었으면 l을, ㄴ이 탈락되었으면 n을 올려쓰기로 앞에 붙여 써줄 수 있다.
  - yengwen : 영원(永遠)
  - lyeksa : 역[=력]사(歷史), lnoin : 노[=로]인(老人)
  - nYengpyen : 영[=녕]변(寧邊)

### 중세 한국어의 표기
| 한글 | 중세어 예일 | 현대어 예일       |
| ---- | ----------- | ----------------- |
| ㅗ   | wo          | o                 |
| ㅚ   | woy         | oy                |
| ㅛ   | ywo         | yo                |
| ㅜ   | wu (항상)   | wu 양순음 뒤에: u |
| ㅠ   | ywu         | yu                |
| ㆌ   | ywuy        | 없음              |
| ㆍ   | o           | 없음              |
| ㆎ   | oy          | 없음              |

중세 한국어를 표기하는 데는 몇가지 규칙이 더 존재한다. 예를 들어 o는 현대 한국어에서는 ㅗ를 표기하는 데 사용되지만, 중세 한국어에서는 ㆍ(아래 아)를 표기하는 데 사용되고 ㅗ는 wo로 표기한다. ㅜ를 항상 wu로 표기하고 ㅠ를 ywu로 표기한다. 새뮤얼 마틴의 한국어문법총람에서는 한글 맞춤법 통일안이 발표된 1933년 이전의 한국어를 표기하는 데는 이탤릭체를 사용하여 아래 아가 존재함을 표시하고 현대어에는 굵은 글씨를 사용하여 아래 아가 없어졌음을 표시한다.
그 외에 ㅸ(순경음 비읍)은 대문자 W로 표기하고, ㅿ(반치음)은 z로 표기하며, 무음가 ㅇ(이응)이 아니라 [ɡ > ɣ > ɦ] 음가를 내는 후음 불청불탁 ㅇ(이응)은 대문자 G, 된소리 자질과 관련이 있는 ㆆ(여린히읗)은 q로 표기한다.

## 같이 보기
- 광둥어 예일 로마자 표기법
- 한국어의 예일 로마자 표기